# Élections législatives néo-zélandaises de 1935
Des élections législatives ont lieu en Nouvelle-Zélande les 26 et 27 novembre 1935, respectivement dans les circonscriptions maori et européennes. Il s'agit de renouveler l'ensemble des quatre-vingt députés de la Chambre des représentants. Pour la première fois dans l'histoire du pays, le Parti travailliste accède au pouvoir, emmené par son dirigeant Michael Savage. Ce dernier introduit un État-providence, et demeure à ce jour le plus populaire des Premiers ministres néo-zélandais. Conséquemment à la victoire des Travaillistes, les partis de l'opposition conservatrice s'unissent s'unissent l'année suivante pour fonder le Parti national. Ce-faisant, ils ancrent la Nouvelle-Zélande dans le bipartisme qu'elle connaît depuis lors.

## Contexte
Dans le contexte de la Grande Dépression, le conservateur George Forbes avait été maintenu au pouvoir par les élections de 1931. Il dirige un gouvernement de coalition constitué du Parti unifié et du Parti de la réforme. Les Travaillistes, ayant recueilli 34 % des voix, forment l'opposition officielle au Parlement. Les Travaillistes critiquent les politiques de réduction drastique des dépenses publiques menées par le gouvernement, et proposent une politique de relance et de justice sociale. À cette date, le Parti travailliste demeure un mouvement principalement syndical et ouvrier.
Les baisses de salaire et les hausses d'impôts introduites par les conservateurs étant très impopulaires dans les foyers modestes, chacun s'attend à ce que les Travaillistes progressent aux élections de 1935, notamment dans les circonscriptions urbaines. Mais ce sont les circonscriptions rurales qui constituent la clef de l'élection. Si les conservateurs affirment avoir protégé les fermiers des pires effets de la Dépression, notamment avec les accords d'Ottawa en 1932 qui garantissent aux exportations agricoles néo-zélandaises un accès privilégié au marché britannique, les Travaillistes promettent de fixer les prix des denrées agricoles pour garantir un revenu suffisant aux fermiers.
Par ailleurs, le Parti démocrate, nouveau parti soutenu par certaines grandes entreprises et se présentant comme anti-socialiste, vient brouiller les cartes. En divisant l'électorat de droite, il contribuera finalement à la victoire des Travaillistes.

## Résultats
Parmi les quelque 920 000 inscrits, le taux de participation est de 90,8 %. Les résultats sont les suivants. Remportant une majorité absolue des sièges, les Travaillistes enregistrent une victoire historique. Leur majorité est consolidée par une alliance avec le mouvement maori Ratana, qui dispose de deux sièges. Les quatre circonscriptions réservées aux électeurs maori sont divisées : les conservateurs Apirana Ngata (Parti unifié) et Taurekareka Henare (Parti de la réforme) conservent leurs sièges, de même qu'Eruera Tirikatene pour le mouvement Ratana. Tandis que Toko Ratana, fils du fondateur de ce dernier, bat de justesse le député réformiste sortant Taite Te Tomo dans la circonscription Maori-ouest.
| Parti | Parti                            | Dirigeant         | Circonscription du dirigeant | Voix | Pourcentage | Sièges | Changement par rapport à 1931 |
| ----- | -------------------------------- | ----------------- | ---------------------------- | ---- | ----------- | ------ | ----------------------------- |
|       | Parti travailliste               | Michael Savage    | Auckland-ouest               |      | 46,1 %      | 53     | +29                           |
|       | Coalition Unifiés et Réformistes | George Forbes     | Hurunui                      |      | 32,9 %      | 19     | -32                           |
|       | Parti rural                      | Harold Rushworth  | Baie-des-Îles                |      | 2,5 %       | 2      | +1                            |
|       | Ratana                           | Eruera Tirikatene | Maori-ouest                  |      | 1,0 %       | 2      | +2                            |
|       | Parti démocrate                  | Thomas Hislop     |                              |      | 7,8 %       | 0      | n/a                           |
|       | sans étiquette                   | n/a               | n/a                          |      | 9,7 %       | 4      | +0                            |